# Ophionellus foutsi
Ophionellus foutsi là một loài tò vò trong họ Ichneumonidae.